# Kinosternon alamosae
Kinosternon alamosae är en sköldpaddsart som beskrevs av  Berry och Legler 1980. Kinosternon alamosae ingår i släktet Kinosternon, och familjen slamsköldpaddor. IUCN kategoriserar arten globalt som otillräckligt studerad. Inga underarter finns listade.

## Beskrivning
Honor når en längd av upp till 12,6 cm och hanar 13,5 cm. Honor når könsmogen ålder vid mellan 5 och 7 års ålder.

## Fortplantning
Honor kan eventuellt lägga ägg upp till två gånger per år, men vanligen en, med i genomsnitt 3-5 ägg per kull.

## Utbredning
Arten finns vild i västra Mexiko.

## Habitat
Arten har endast hittats i årstidsberoende vatten där det kan vara extrema situationer som vattennivåer på under 10 cm och temperaturer på över 40 °C.

## Föda
Kinosternon alamosae äter huvudsakligen animalisk föda men också en stor del vegetabilisk föda.